# Charles Wilkins
Pour les articles homonymes, voir Wilkins.
Charles Wilkins (1749–1836) est un orientaliste et typographe britannique.
Né à Frome, il fut envoyé au Bengale comme employé civil de la Compagnie des Indes, et fut un des premiers à étudier le sanskrit.
Il traduisit en anglais :
- le Bhagavad-Gîtâ (1785),
- les Hitopadesa, recueil d'apologues de Vichnou-Sarma (1786),

Il donna également une Grammaire (1808) et une nouvelle édition du Dictionnaire persan, arabe et anglais de John Richardson (1829). 

## Source
Marie-Nicolas Bouillet  et Alexis Chassang (dir.), « Charles Wilkins » dans Dictionnaire universel d’histoire et de géographie, 1878 (lire sur Wikisource)